# Османский Алжир
Османский Алжир (в европейских источниках — Алжирское регентство; араб. الجزائر‎; осман. ایالت جزاير غرب‎, Eyalet-i Cezayir-i Garb, «Край западных островов») — государственное образование, располагавшееся в северных районах (в основном прибрежных) современного Алжира, номинально управлявшееся Османской империей с 1515 по 1830 годы (фактическое османское правление завершилось гораздо раньше — после укрепления власти деев в XVII—XVIII веках). С 1515 по 1570 годы Алжир был вассалом Османской империи. Располагалось между Тунисским эялетом на востоке, султанатом Марокко (с 1553 года) на западе и оазисами Туат к югу в Сахаре  (а также испанскими и португальскими владениями в Северной Африке). Первоначально государство расширило свои границы от Эль-Кала на востоке до Трары на западе и от Алжира до Бискры, а затем распространилось на нынешние восточные и западные границы Алжира.
В составе же собственно Османской Империи Алжир был эялетом (провинцией) со столицей в Алжире, которым управляли сначала бейлербеи (1518—1570 годы), затем паши (губернаторы) (1570—1659 годы), ага (1659—1671 годы) и деи (1671—1830 годы). К 1808 году население эялета составляло около трёх миллионов человек, из них не более шести тысяч турок или тюркоязычных, составлявших в османский период янычарскую элиту края. Остатки османского Алжира, находящегося в глубоком экономическом упадке и переживавшем период политической анархии, были ликвидированы в ходе французского завоевания Алжира, начавшегося в 1830 году. На месте довольно рыхлого эялета, земли которого перемежались с независимыми и полунезависимыми султанатами местных горных и пустынных князьков, была создана централизованная французская колония.

## Стратегическое значение
Алжирский эялет охватывал территорию современного Северного Алжира, преимущественно земли средиземноморского побережья, но также и плодородные долины некоторых рек. Был одним из стратегически важных оплотов Османской империи в районе Магриба. Османы сыграли важную роль в становлении самосознания алжирцев: именно под османами Магриб был разделен на три области — Алжир, Тунис и Триполи. Выполнял роль османской базы для нападения на европейские корабли в Западном Средиземноморье. Был место подготовки для войн с мусульманскими династиями Заянидов и Хафсидов, а также борьбы с испанскими владениями в Африке. Центр берберских пиратов и работорговли. Даже после укрепления власти деев в XVII—XVIII веках, когда Алжир фактически стал независимым от Стамбула, оба государства продолжали придерживаться политики взаимовыгодного сотрудничества для защиты исламских интересов в Средиземноморье. Это альянс был необходим для защиты от испанской интервенции. Благодаря атакам воинов-гази, испанцам так и не удалось продвинуться дальше нескольких прибрежных крепостей. Так называемая испанская Африка в определённые периоды своей истории включала Оран (1509—1708; 1732—1790), Алжир (1510—1529) и г. Беджая (1510—1554).

## История

### Основание
С 1496 года испанцы завоевали многочисленные владения на североафриканском побережье: Мелилья (1496 год), Мерс-эль-Кебир (1505 год), Оран (1509 год), Беджая (1510 год), Триполи (1510 год), Алжир, Шершель, Деллис и Тенес. Позже испанцы возглавили неудачные экспедиции по захвату Алжира в ходе Алжирской экспедиции в 1516, 1519 годах и ещё одной неудачной экспедиции в 1541 году.
Примерно в то же время османские каперы братья Арудж Барбаросса и Хайреддин Барбаросса успешно действовали у берегов Туниса при Хафсидах. В 1516 году Арудж перенёс свою оперативную базу в Алжир и попросил защиты у Османской империи в 1517 году, но был убит в 1518 году во время вторжения в государство Тлемсен. Хайреддин сменил его на посту военного коменданта Алжира.
В 1551 году Хасан-паша, сын Хайреддина, разгромил испано-марокканские армии во время кампании в Тлемсене, тем самым укрепив османский контроль в западном и центральном Алжире.
После этого завоевание Алжира ускорилось. В 1552 году Салих-реис с помощью некоторых кабильских племён завоевал Туггур и закрепился в Сахаре.
В 1560-х годах восточный Алжир был централизован, и борьба за власть, которая велась с тех пор, как рухнул эмират Беджайя, закончилась.
В течение XVI, XVII и начала XVIII века государства кабилов Куку и Айт-Аббас сумели сохранить свою независимость, несколько раз отражая нападения османов, особенно в первой битве при Калаа в Бени-Аббесе. Это произошло главным образом благодаря их идеальному расположению глубоко в горах Кабилии и их великолепной организации, а также тому факту, что в отличие от запада и востока, где государства приходили в упадок, такие как Тлемсен или Беджайя, в Кабилии было два новых и энергичных эмирата.

### Военная база в войне против Испании
Хайреддин Барбаросса заложил военную основу территориального образования. Османы предоставили вспомогательный гарнизон из 2000 турецких солдат с артиллерией. Он оставил Хасана Агу командовать в качестве своего заместителя, когда ему пришлось уехать в Константинополь в 1533 году. Сын Барбароссы Хасан-паша стал в 1544 году, когда его отец ушёл в отставку, первым губернатором Алжира, назначенным непосредственно Османской империей. Он принял титул бейлербея. Алжир стал базой в войне против Испании, а также в конфликтах Османской империи с Марокко.
Бейлербеи продолжали назначаться на неограниченные сроки до 1587 года. После того, как в 1578 году Испания направила посольство в Константинополь для переговоров о перемирии, что привело к официальному миру в августе 1580 года, Алжир стал официальной территорией Османской Империи, а не просто военной базой в войне против Испании. В это время Османская империя создала постоянную администрацию в Алжире и зависимых землях от него, возглавляемую пашами, сроком на три года, чтобы помочь укрепить османскую власть в Магрибе.

### Средиземноморское пиратство
Несмотря на окончание официальных военных действий с Испанией в 1580 году, нападения на христианское и особенно католическое судоходство с целью захвата рабов и товаров стали распространённым явлением и фактически были основным источником доходов для Алжира.
В начале XVII века Алжир также стал, наряду с другими портами северо-африканского побережья, такими как Тунис, одной из баз англо-алжирского пиратства. В 1634 году в городе насчитывалось до 8000 ренегатов (Вероотступники перешедшие из христианства в ислам, иногда это были лица скрывавшиеся от закона, которые добровольно переехали на мусульманскую территорию). Хайреддину Барбароссе приписывают разрушение алжирского пеньона и использование его камня для строительства внутренней гавани города.
В одном из писем говорится:
«Бесконечное количество товаров, драгоценностей и сокровищ, ежедневно отбираемых нашими английскими пиратами у христиан и перевозимых в Алжир и Тунис, к великому обогащению нравов и турок и обнищанию христиан»
Письмо, отправленное из Португалии в Англию.
Пиратство и работорговля христианами в Алжире были серьёзной проблемой на протяжении веков, что приводило к регулярным карательным экспедициям европейских держав. Испании (1567, 1775, 1783 годы), Дании (1770 год), Франции (1661, 1665, 1682, 1683, 1688 годы), Англии (1622, 1655, 1672 годы), все они производили морские бомбардировки Алжира. Абрахам Дюкен сражался с берберскими пиратами в 1681 году и бомбардировал Алжир между 1682 и 1683 годами, чтобы освободить пленных христиан.

### Политические потрясения (1659–1713 годы)

#### ПериодАг(1659–1671 годы)
В 1659 году янычары алжирского оджака захватили власть в регионе и сместили местного пашу с благословения османского султана. С этого момента была создана система двойных лидеров. В первую очередь это был ага, избранный оджаком, и паша, назначенный османской Великой Портой, который был главной причиной беспорядков. Конечно, эта двойственность не была стабильной. Все аги были убиты, без исключения. Даже первый ага был убит всего через год правления. Благодаря этому паши из Константинополя смогли увеличить свою власть и подтвердить турецкий контроль над регионом. В 1671 году пиратские капитаны, избрали нового лидера, Мохаммеда Трика. Янычары также поддержали его и начали называть его деем, что по-турецки означает «дядя».

#### Ранний периодДеев(1671–1710 годы)
В ранний период правления деев Алжир функционировал так же, как и раньше, когда паша всё ещё обладал значительными полномочиями, но вместо того, чтобы янычары свободно избирали своих собственных лидеров, другие фракции, такие как Тайфа из Раиса, также хотели избрать деев. Мохаммед Трик, занявший пост в период нестабильности, столкнулся с серьёзными проблемами. Мало того, что янычары были в ярости, устраняя любых лидеров даже за малейшие ошибки (даже если эти лидеры были избраны ими), но и местное население также было неспокойно. Конфликты с европейскими державами тоже этому не способствовали стабильности. В 1677 году, после взрыва в Алжире и нескольких покушений на его жизнь, Мохаммед бежал в Триполи, оставив Алжир Бабе Хасану. Всего через четыре года своего правления он уже находился в состоянии войны с одной из самых могущественных стран Европы, королевством Франция. В 1682 году Франция впервые подвергла бомбардировке Алжир. Бомбардировка была безрезультатной, и командиру флота Абрахаму Дюкену не удалось добиться подчинения Алжира. В следующем году Алжир снова подвергся бомбардировке, на этот раз были освобождены христианские рабы. Однако прежде чем мирный договор был подписан, Баба Хасан был свергнут и убит раисом по имени Меццо Морто Хусейн. Продолжая войну против Франции, он потерпел поражение в морском сражении в 1685 году близ Черчелла, и, наконец, французская бомбардировка в 1688 году положила конец его правлению и войне. Его преемник Хадж Чабане был избран раисом, он победил Марокко и Тунис в войнах между ними. Он вернулся в Алжир, но в 1695 году был убит янычарами, которые снова захватили власть в стране. С этого момента Алжир снова погрузился в смятение. Лидеры ликвидировались, несмотря на то, что они не правили даже в течение года, и паша всё ещё был причиной беспорядков. Единственным заметным событием в это неспокойное время стало отвоевание у испанцев Орана и Мерс-эль-Кебира.

#### Переворот Бабы Али Чауша и независимость
Баба Али Чауш захватил власть в Алжире, положив конец правлению янычар. Паша попытался оказать ему сопротивление, но вместо этого его отправили домой и велели никогда не возвращаться, а если он это сделает, то будет казнён. Он также направил письмо османскому султану, в котором заявил, что с этого момента Алжир будет действовать как независимое государство и будет не вассалом Османской империи, а в лучшем случае союзником. Порта в ярости попыталась послать в Алжир другого пашу, которого алжирцы затем отправили обратно в Константинополь. Это ознаменовало фактическую независимость Алжира от Османской империи.

### Датско–алжирская война
В середине 1700-х годов датско-норвежская торговля в Средиземноморье расширилась. Чтобы защитить прибыльный бизнес от пиратства, Дания–Норвегия заключила мирное соглашение с государствами варварского берега. Это включало ежегодную выплату дани отдельным правителям и, кроме того, государствам.
В 1766 году в Алжире появился новый правитель, дей Баба Мохаммед бен-Осман. Он потребовал, чтобы ежегодный платёж, производимый Данией-Норвегией, был увеличен, и он должен был получить новые подарки. Дания–Норвегия отклонила эти требования. Вскоре после этого алжирские пираты захватили три датско-норвежских судна и продали их экипажи в рабство.
Они пригрозили обстрелять столицу Алжира, если алжирцы не согласятся на новое мирное соглашение на датских условиях. Однако Алжир не был запуган флотом из 2 фрегатов, 2 бомбовых галиотов и 4 линейных кораблей. И после неудачной бомбардировки, флот принялся блокировать порт. В 1772 году в Алжир была отправлена делегация, и после пяти дней переговоров был заключён новый мирный договор, по которому Алжиру хорошо платили. Кроме того, Дания-Норвегия должна была платить за возвращение каждого раба, который был захвачен во время войны. Датские и норвежские рабы, которые были проданы частным рабовладельцам, должны были индивидуально договариваться о ценах на свою свободу.

### Алжирско–шарифская война
Карта Алжира
На западе алжирско-шерифские конфликты сформировали западную границу Алжира.
Было множество сражений между войсками Алжира и Шарифскими государствами, например: Тлемсенская кампания (1551), Тлемсенская кампания (1557), битва при Мулуйе и битва при Челифе. Независимые государства кабилов также принимали некоторое участие, государство Бени Аббес участвовало в Тлемсенской кампании 1551 года, а государство Куку предоставило войска Звавы для захвата Феса, в котором Абд аль-Малик был посажен в качестве османского вассального правителя династии Саади. Государство Куку также участвовало во взятии Феса в 1554 году, в котором Салих Раис разгромил марокканскую армию и завоевал Марокко вплоть до Феса, присоединенив эти территории к Османской империи и назначенив Али Абу Хассуна правителем и вассалом османского султана. В 1792 году Алжиру удалось завладеть марокканскими Рифом и Удждой, которые они затем покинули в 1795 году по неизвестным причинам.

### Берберские войны
В начале XIX века Алжир продолжал практиковать пиратство против судоходства из Европы и молодых Соединенных Штатов Америки, главным образом из-за внутренних финансовых трудностей и ущерба, причинённого наполеоновскими войнами. Это, в свою очередь, привело к Первой Берберской войне и Второй Берберской войне, кульминацией которых стал август 1816 года, когда лорд Эксмут совершил морскую бомбардировку Алжира, самую крупную и успешную. Берберские войны привели к крупной победе американского, британского и голландского военно-морских флотов.

### Французское завоевание
Во время наполеоновских войн Алжир в значительной степени выиграл от торговли в Средиземноморье и от массового импорта продовольствия Францией, в основном купленного Францией в кредит. В 1827 году Хусейн Дей, правитель Алжира, потребовал, чтобы французы выплатили 31-летний долг, заключённый в 1799 году, закупив припасы для питания солдат наполеоновской кампании в Египте, а также увеличили выплаты дани, которая выплачивалась ежегодно французской торговой компанией и составляла 60 тысяч франков, до 200 тысяч каждый год. Уступчивость французского консула Пьера Деваля повела к более значительным требованиям; отказ же в удовлетворении последних вызвал со стороны дея притеснительные для компании меры. Он стал всячески притеснять монопольную для французов ловлю жемчуга, требовал от французского правительства немедленной уплаты 7 миллионов франков, задолженных алжирским торговым домам за различные поставки для колонии со времен Директории и Консульства и явно обнаруживал намерения изгнать французскую торговую компанию и уничтожить основанные её учреждения. Наконец, Гусейн-паша нанёс личное оскорбление французскому консулу. В порыве гнева Гусейн-паша ударил консула своим веером. Карл X использовал это как предлог для разрыва дипломатических отношений и захвата Алжира французами в 1830 году, за которым последует последующее французское правление в течение следующих 132 лет.

## Государственное устройство

### Административное устройство
Алжир состоял из различных бейликов (провинций) под властью беев:
- Бейлик Константина на востоке со столицей в Константине
- Бейлик Титтери в центре, со столицей в Медее или Мазуне
- Западный бейлик со столицей в Маскаре, а затем в Оране

Каждый бейлик был разделён на аутаны (округа), во главе которых стояли каиды, непосредственно подчинявшиеся бею. Для управления внутренними районами страны администрация опиралась на племена, называемые махзен. Эти племена отвечали за обеспечение порядка и сбор налогов в разных частях страны. Именно благодаря этой системе в течение трёх столетий Алжир распространял свою власть на север. Однако общество всё ещё было разделено на племена, и в нём доминировали братства марабутов или местных джуадов (дворян). Таким образом, несколько регионов страны лишь частично признали власть Алжира. На протяжении всей своей истории они устраивали многочисленные восстания, конфедерации, племенные феоды или султанаты, которые боролись с Алжиром за власть. До 1830 года из 516 политических единиц в общей сложности 200 княжеств или племён считались независимыми, поскольку они контролировали более 60% территории Алжира и отказывались платить налоги Алжиру.

### Диван
Алжирский диван был основан в XVI веке Оджаком. Он располагался во дворце Дженина. Это собрание, первоначально возглавляемое агой янычар, вскоре превратилось из способа управления Оджака в центральную часть управления страной. Это изменение началось в XVII веке, и диван стал важной частью государства, хотя в нём всё ещё доминировали янычары. Примерно в 1628 году диван был расширен и включил в себя 2 составные части. Одна называлась Частным (янычарским) диваном (диван хасс), а другая – Общественным, или Большим диваном (диван ам). Последний состоял из ханафитских учёных и проповедников, раисов и местных авторитетов. Он насчитывал от 800 до 1500 человек, но всё же был менее важен, чем Частный диван, которым пользовались янычары. В период, когда Алжиром правил Агас, лидер дивана был также лидером страны. Ага называл себя Хакемом. В XVIII веке, после переворота Бабы Али Чауша, диван был реформирован. Большой диван теперь был доминирующим, и это был главный орган правительства, который избирал лидера страны, дей-паша. Этот новый реформированный диван состоял из:
- Должностные лица
- Министры
- Старейшины племени
- Мавританская, арабская и берберская знать
- Командиры янычар (кулугли и турки)
- Раисы (пиратские капитаны)
- Улемы

Диван янычар оставался полностью под контролем турецких командиров, хотя и потерял все свои полномочия, кроме принятия решений в делах янычар.
Этот диван обычно собирался раз в неделю, хотя это не всегда было правдой, поскольку, если дей чувствовал себя достаточно сильным, он мог просто остановить деятельность дивана. В начале своего мандата деи консультировались с диваном по всем важным вопросам.
Однако по мере того, как деи становились сильнее, диван становился слабее. К XIX веку диван в основном игнорировался, особенно Частный диван янычар. Совет дея (англичане также называли его диваном) становился всё более и более могущественным. Дей Али Ходжа ослабил диван янычар до такой степени, что они не имели никакой власти. Это разозлило турецких янычар, которые устроили переворот против дея. Переворот провалился, так как дей успешно собрал армию из кавалерии кабилов племени Звава, арабской пехоты и войск кулугли. Многие турецкие янычары были казнены, а остальные бежали. Диван янычар был упразднён, а Большой диван перенесён в цитадель Касбы.

## Вооружённые силы

### Ополчение леви
Ополчение леви, состоящее из арабо-берберских воинов, насчитывало десятки тысяч человек и в подавляющем большинстве составляло самую большую часть алжирской армии. Их призывали из лояльных племён и кланов, обычно махзенских. Только в бейлике Орана их насчитывалось до 50 000 человек. Войска были вооружены мушкетами, обычно мукахлами, и мечами, обычно либо нимчами, либо флиссами, оба из которых были традиционными местными мечами. Оружие не предоставлялось государством, а вместо этого воины должны были приносить его самостоятельно. Поскольку почти у каждого крестьянина и члена племени был мушкет, от ожидалось, что они будут вооружены им. Так как многие из этих племён традиционно представляли из себя воинов, многие из них обучались с детства и, следовательно, были относительно эффективны, особенно в фехтовании, хотя им мешала их слабая организация, и к XIX веку их мушкеты устарели.

### Алжирский оджак
Алжирский оджак был боевой единицей, которая охватывала всех янычар. Они часто также контролировали страну, например, в период аг с 1659 по 1671 год. Обычно они составляли основную часть армии как одно из единственных регулярных подразделений, которыми они являлись.
Первоначально оджак состоял в основном из иностранцев, поскольку местные племена считались ненадёжными, и их лояльность часто менялась. Таким образом, янычары использовались для патрулирования сельских районов племён и для охраны небольших фортов в важных местах и поселениях (борджи).
С освобождением Алжира от прямого османского контроля и ухудшением отношений с османской портой алжирский оджак стал гораздо менее заметным. С этого момента их число исчислялось только тысячами. Многие янычары, возможно, большинство в какой-то момент, хотя это и неясно, были завербованы среди кулугли. Несмотря на то, что ранее всем местным жителям было запрещено вступать в оджак, арабам, берберам и маврам было разрешено присоединиться к нему после 1710 года, чтобы пополнить его ряды. В 1803 году 1 из 17 отрядов оджака составляли арабы и берберы, а к 1830 году алжирский оджак насчитывал не менее 2000 алжирских янычар, в основном из племён звава. По словам историка Даниэля Панзака, около 10–15% оджака состояло из коренных алжирцев и отступников (не считая кулугли).
Точный размер оджака сильно различался, и обычно они делились на несколько сотен более мелких единиц (орт). Эти подразделения в основном дислоцировались в Алжире, Константине, Туши, Медее и т.д. хотя обычно в каждом городе с населением в несколько тысяч человек размещался по крайней мере 1 орта. В отличие от нубахи, регулярных подразделений и племенного сбора, у оджака была своя собственная система руководства, и они действовали свободно от беев и дейсов.

### СпахиАлжира
О спахах Алжира известно не так много, кроме того факта, что они были регулярным постоянным подразделением и состояли в основном из местных жителей (хотя среди них были и турки). Они сильно отличались от традиционных османских сипахов как по военному снаряжению, так и по организации, и вряд ли имели с ними что-то общее, кроме их названия, оба также были кавалерийскими подразделениями. Дей также периодически имел на службе несколько тысяч спахов, действовавших в качестве личной охраны. Кроме охраны дея, спахи не были завербованы или размещены в Алжире, вместо этого их обычно вербовали беи. Обычно они были более организованы, чем иррегулярная племенная кавалерия, хотя и гораздо менее многочисленны.
Французские подразделения спахов были основаны на алжирских спахах, и оба они были в основном легкой кавалерией.

### Солдаты в обновлённом стиле
В Алжире почти не было подразделений, основанных на наполеоновских или постнаполеоновских войнах, и многие из их подразделений, включая алжирский оджак, были организованы по устаревшим османским стандартам XVII и XVIII веков. Единственными двумя основными подразделениями, которые существовали как подразделения современного стиля, были небольшая гвардия из звавов, созданная Али Ходжа в 1817 году, чтобы уравновесить влияние оджака, и небольшая армия Ахмеда бея бен Мохамеда Шарифа, последнего бея Константины, который организовал свою армию по образцу египетской армии Мухаммеда Али. Армия Ахмеда бея состояла из 2000 пехотинцев и 1500 кавалеристов. Вся его армия состояла из коренных алжирцев, и он также построил сложную систему мануфактур для поддержки армии и пригласил нескольких иностранцев для обучения техников и других специалистов.

### Пираты
В 1625 году пиратский флот Алжира насчитывал 100 кораблей и насчитывал от 8000 до 10 000 человек. Пиратская индустрия составляла 25% рабочей силы города, не считая других видов деятельности, непосредственно связанных с портом и морем. В 1680-х годах флот насчитывал в среднем 25 кораблей, но это были более крупные суда, чем использовались в 1620-х годах, таким образом, на флоте всё ещё работало около 7000 человек.

### Руководство и командиры

#### Основные боевые единицы
Армия была разделена на 4 военных округа, если можно так выразиться, соответствующих административным единицам (бейликам).
- Западная армия, возглавляемая беями Туши/Орана
- Центральная армия, возглавляемая беем Титтери
- Восточная армия, возглавляемая беем Константина
- Армия Дар ас-Солтана, возглавляемая деем и агой.

Эти войска возглавляли беи и назначенный ими генерал. Сбор этих войск был обязанностью бея. Оджак возглавлял ага, избранный самим оджаком. Когда Алжир подвергался нападению, бейлики посылали свои войска на помощь осаждённому городу, как, например, в 1775 году во время испанского вторжения в Алжир. Поскольку беи были региональными командирами, они также вели войны в своём собственном регионе, иногда подкрепляясь войсками армии Дар ас-Солтана. Например, в 1792 году, во время отвоевания Орана, бей Орана Мохаммед эль-Кебир (бей Орана) был тем, кто осадил город, используя армию западного бейлика численностью до 50 000 человек с некоторыми дополнительными подкреплениями из Алжира. Во время алжирско-тунисской войны 1807 года восточная армия вела войну против тунисской армии. В его состав входило 25 000 воинов-новобранцев из Константины и 5000 подкреплений из Алжира. В число подчинённых командиров обычно входили влиятельные племенные шейхи, джуады или каиды.

#### Командная структура Алжирского оджака
Командная структура оджака опиралась на несколько уровней военных командиров. Первоначально основанный на базовых структурах янычар, после XVII века он был слегка изменён, чтобы лучше соответствовать местным стилям ведения войны и политике. Основными званиями в оджаке были:
- Ага, или маршал оджака. Избирался оджаком до 1817 года, после чего в этот день назначался ага[67].
- Агабаши, что было равно званию генерала в европейских армиях
- Булакбаши, или старший офицер
- Одабаш, или офицер
- Вакиль аль-Хардж, унтер-офицер или клерк снабжения
- Йолдаш, или обычный солдат

## Экономика

### Денежная система
Первоначально используя различные формы османских и старых абдальвадидских и хафсидских монет, таких как мангыр (подразделение акче), Алжир вскоре разработал собственную денежную систему, чеканив свои собственные монеты в Касбе Алжира и Тлемсене. «Центральный банк» государства располагался в столице и был известен на местном уровне как «Дар аль-Сикка».
В XVIII веке основными категориями валют, производимых на местном уровне и принимаемых в Алжире, были:
- Алжирский махбуб (Султани), золотая монета весом около 3,2 грамма с надписью с указанием года её изготовления и года, когда она будет выведена из эксплуатации. Его производство было прекращено во время правления Бабы Али Бу Себаа (1754–1766 годы).
- Алжирский будью и алжирский пиастр – два вида серебряных монет, наиболее широко используемых видов валюты в Алжире. Будью стоил 24 мазуна и 48 харубов и далее делился на «рубе-будью» (1/4 буджу), «таман-будью» (1/8 будью).
- мелкие конверсионные монеты из меди или биллона, такие как мазуны или харубы
- мелкие монеты небольшой ценности, такие как сайм или патак-чик

В Алжире также было в обращении несколько европейских (в основном испанских) и османских монет.

### Сельское хозяйство
Сельскохозяйственное производство в стране было посредственным, хотя залежи и севооборот были наиболее распространённым способом производства, методы и инструменты устарели к XVIII и XIX векам. Сельскохозяйственная продукция была разнообразной: чаще всего выращивались пшеница, кукуруза, хлопок, рис, табак, арбузы и овощи. В городах и их окрестностях выращивали виноград и гранаты. В горных районах страны выращивались фруктовые деревья, инжир и оливковые деревья. Основным сельскохозяйственным экспортом Алжира была пшеница.
Молоко употреблялось нечасто и не составляло основной части алжирской кухни. Цены на мясо в Алжире до 1830 года были низкими, и многие племена приносили большие доходы исключительно за счёт продажи кожи крупного рогатого скота, хотя после падения Алжира и прихода французов спрос на мясо крупного рогатого скота быстро возрос. Шерсть и мясо ягнёнка также производились в очень больших количествах.
Большинство западного населения к югу от Телль-Атласа и жители Сахары были скотоводами, основной продукцией которых была шерсть, которая иногда экспортировалась для продажи на рынках севера, в то время как население на севере и востоке проживало в деревнях и занималось сельским хозяйством. Государственная и городская знать (в основном арабы, берберы и кулугли) владели землями вблизи главных городов страны, которые обрабатывались фермерами-арендаторами по системе «хаммас».

### Производство и ремёсла
Производство было развито слабо и ограничивалось верфями, но ремёсла были развитыми и присутствовали по всей стране. Города были средоточием большой ремёсленной и коммерческой деятельности. Городское население состояло в основном из ремесленников и торговцев, особенно в Недроме, Тлемсене, Оране, Мостаганеме, Калаа, Деллисе, Блиде, Медее, Колло, Мсиле, Миле и Константине. Наиболее распространёнными видами ремёсел были ткачество, обработка дерева, крашение, изготовление верёвок и различных инструментов. В Алжире практиковалось очень большое количество профессий, и в городе было множество заведений: литейные заводы, верфи, различные мастерские, магазины и киоски. В Тлемсене было более 500 ткацких станков. Даже в небольших городах, где связь с сельским миром оставалась важной, было много ремёсленников.
Несмотря на это, алжирская продукция была сильно вытеснена более качественной и дешёвой европейской продукцией, особенно после начала промышленной революции в 1760-х годах.
В 1820-х годах современная промышленность была впервые представлена Ахмедом Беем бен Мохаммедом Шерифом, который построил и открыл большое количество мануфактур на востоке страны, в основном сосредоточенных на военном производстве.

### Торговля
Внутренняя торговля была чрезвычайно важна, особенно благодаря системе Махзен, и большое количество продуктов, необходимых в городах, таких как шерсть, импортировалось из внутренних районов, а необходимые продукты экспортировались из города в город. Внешняя торговля в основном осуществлялась через Средиземное море и сухопутный экспорт в другие соседние регионы и страны, такие как Тунис и Марокко. Когда дело доходило до сухопутной торговли (как внутренней, так и внешней), перевозки в основном осуществлялись на спинах животных, но использовались и повозки. Дороги были пригодны для движения транспортных средств, и многие посты, занимаемые племенами оджака и махзена, обеспечивали безопасность. Кроме того, караван-сараи (известные на местном уровне как фондук) позволяли путешественникам остановиться на отдых  .
Хотя контроль над Сахарой часто был ослаблен, экономические связи Алжира с Сахарой были очень важны, а Алжир и другие алжирские города были одним из основных направлений транссахарской работорговли.

## Политический статус

### 1518–1659 годы
В период с 1518 по 1671 год правители Алжира назначались османским султаном. В течение первых нескольких десятилетий Алжир был полностью присоединённым к Османской империи, хотя позже он получил определенный уровень автономии, поскольку был самой западной провинцией Османской империи, и прямое управление им было проблематичным.

### 1659–1710 годы
В этот период существовала форма двойного руководства, когда ага, после 1671 года дей, делили власть и влияние с пашой, назначенным османским султаном из Константинополя. После 1671 года деи стали главными лидерами страны, хотя паши всё ещё сохраняли некоторую власть.

### 1710–1830 годы
После переворота, совершенного Бабой Али Чаушем, политическая ситуация в Алжире осложнилась.

### Отношения с Османской империей
Некоторые источники описывают Алжир как полностью независимый от османов, хотя государство всё ещё номинально входило в состав Османской империи.
Несмотря на то, что османы не имели никакого влияния в Алжире, а алжирцы полностью игнорировали приказы османского султана, например, в 1784 году. В некоторых случаях Алжир также участвовал в войнах Османской империи, таких как Русско-турецкая война (1787—1791), хотя это не было обычным явлением, а в 1798 году, например, Алжир продавал пшеницу Французской империи, воевавшей в Египте против османов, через двух еврейских торговцев.
Кур Абди, дей Алжира в одном печально известном примере, кричал на посланника Османской империи за утверждение, что османский падишах был правителем Алжира («Владыка Алжира? Владыка Алжира? Если он владыка Алжира, то кто я?»), хотя неизвестно, произошло ли это только один раз из-за вспыльчивости Кур Абди любителя курить опиум, или османский султан на самом деле не был признан законным правителем в Алжире.
В некоторых случаях османский халиф объявлял Алжир страной, восстающей против священного закона ислама. Обычно это означало объявление османами войны алжирскому дейлику. Это может произойти по многим причинам. Например, при правлении Хаджи Али Дея алжирские пираты регулярно нападали на османские грузы, и Алжир вёл войну против тунисского бейлика, несмотря на несколько протестов со стороны Османской Порты, что привело к объявлению войны.
Таким образом, можно сказать, что отношения между Османской империей и Алжиром в основном зависели от того, чего хотел дей в то время. Хотя в некоторых случаях, если отношения между ними были благоприятными, Алжир действительно участвовал в османских войнах. В остальном Алжир оставался полностью автономным от остальной части империи, как и другие берберские государства.

## Хронология османского периода
- Алжирский эялет (1515—1830)
- Алжирское наместничество/регентство
- Алжирский султанат (1517—1533)
- Алжирское бейлербейство (1533—1570)
- Алжирский пашалык (1570—1659)
- Алжирское действо (1671—1830)

## Население и жизненный уклад
В османский период хозяйство Алжира оставалось полунатуральным. Частная собственность получила развитие лишь в прибрежных городах и некоторых земледельческих оазисах. В городах, живших фактически обособленно от села за счёт работорговли и похищений европейской знати с целью последующего выкупа, проживало не более 5—6 % населения региона. Как и в других регионах Османской империи, разные этнические группы (арабы, берберы, турки, евреи, мориски, европейцы романского происхождения) проживали в отдельных кварталах, почти не смешиваясь. Население Алжира в 1830 году оценивалось от 3 до 5 миллионов человек, из которых 10 000 были «турками» (включая людей курдского, греческого и албанского происхождения) и 5000 кулугли (от турецкого кул оглу, «сын рабов», турка янычара и местной женщины). К 1830 году в Алжире проживало более 17 000 евреев. На пике своего могущества число анатолийских турок достигало 11 тысяч человек и они получали значительные привилегии, в том числе бесплатное мясо, масло и хлеб.

## Комментарии
1. ↑  В историографии, относящейся к Алжирскому регентству, оно имеет и другие названия «Алжирское королевство»[1], «Алжирская республика»[2], «Государство Алжир»[3], «Государство Эль-Джазаир»[4], «Османское регентство в Алжире»[3], «Доколониальный Алжир», «Османский Алжир»[5], и так далее. Алжирский историк Махфуд Каддаче сказал, что «Алжир сначала был регентством, королевством-провинцией Османской империи, а затем государством с большой автономией, даже независимым, которое историки иногда называют королевством или военной республикой, но всё же признают духовную власть халифа Стамбула»[6].